# Tramwaje w Luksemburgu
Tramwaje w Luksemburgu – system transportu tramwajowego działający w mieście Luksemburg w latach 1875–1964 oraz od roku 2017.

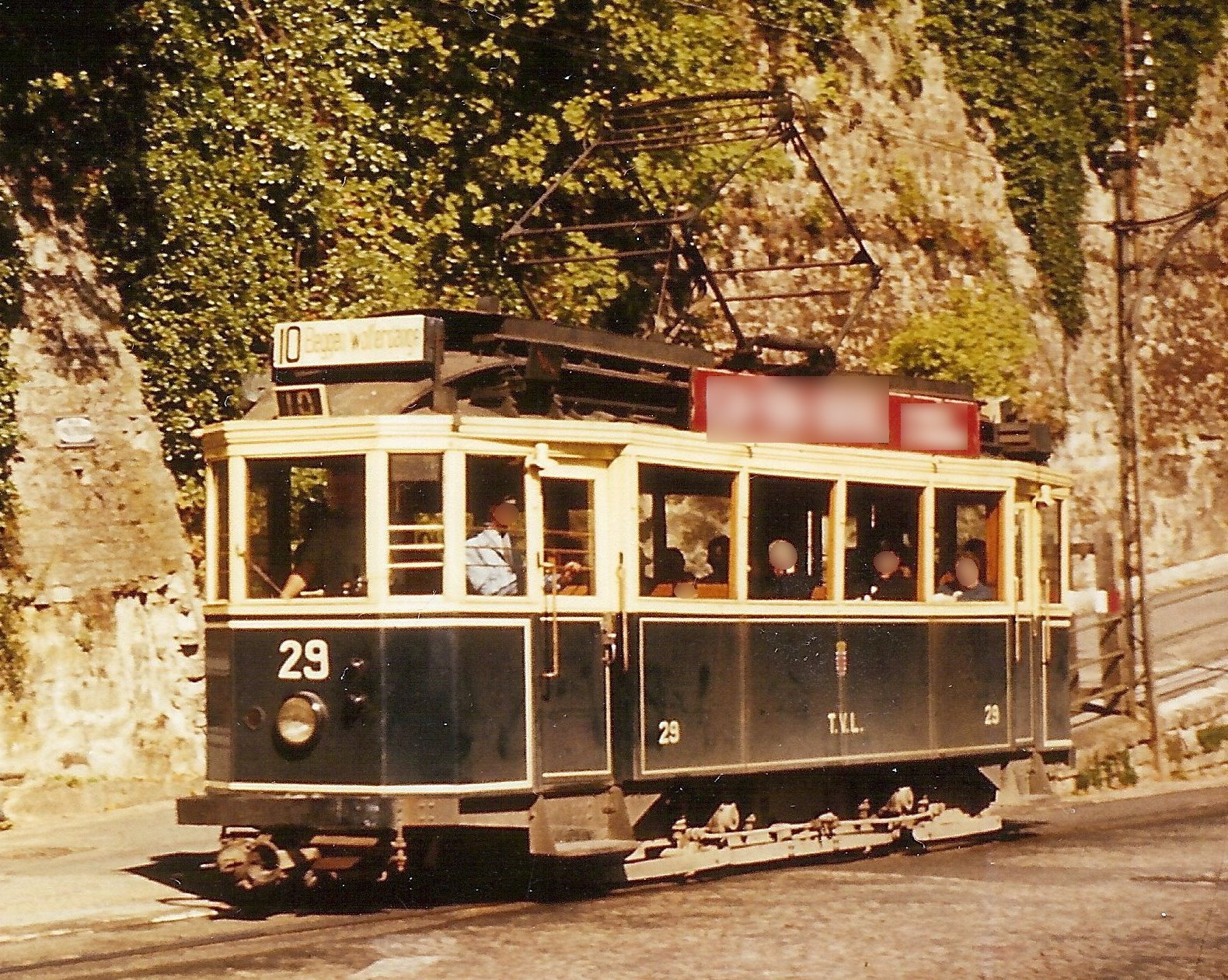
Pojazd #29 na linii 10 w 1964 roku

Tramwaje w Luksemburgu uruchomiono w 1875 r.. Elektryfikacja nastąpiła w 1908 r. Sieć była sukcesywnie rozbudowywana, osiągając w latach 30. XX w. 31 km długości, obsługiwanych przez 10 linii. Likwidację sieci rozpoczęto w 1952 r. z powodu wzrastającego ruchu samochodowego oraz licznych odcinków jednotorowych. W 1964 r. zakończono kursowanie tramwajów i zastąpiono je siecią autobusów.
W latach 90. XX w. rozpoczęto planowanie odbudowy sieci tramwajowej, a w roku 2007 powołano spółkę LuxTram do realizacji inwestycji. Prace przygotowawcze ruszyły w 2015 r., a w lipcu 2016 r. rozpoczęto właściwe prace budowlane. Dostawę taboru i jazdy testowe zaplanowano na początek 2017 r., a ukończenie robót budowlanych i oddanie trasy do użytku na połowę tego samego roku. Pierwszy, długi na 6,4 km odcinek miał połączyć główną stację kolejową i Place de l’Étoile z obszarami wystawienniczymi LuxExpo w dzielnicy Kirchberg i miał liczyć 14 przystanków. Dalsze plany zakładały wydłużanie linii na północ, do dzielnicy Cloche d’Or, a także na wschód, do lotniska Findel, docelowa długość sieci to 16 km. W maju 2015 rozstrzygnięto przetarg na dostawę 21 niskopodłogowych pojazdów, wygrała oferta firmy CAF.
W grudniu 2017 r. uruchomiono pierwszy odcinek o długości 3,6 km przez dzielnicę europejską (od Luxexpo do Rout Breck-Pafendall) i liczący osiem przystanków. W lipcu kolejnego roku uruchomiono odcinek o długości 1,6 km z trzema przystankami, łącząc dzielnicę Kirchberg z centrum miasta. Kolejny odcinek do dworca kolejowego uruchomiono w 2020 r. Na planowanej sieci o długości 16 km i 24 przystanków. 3,6 km trasy w centrum jest pozbawione sieci trakcyjnej, tramwaje pokonują go dzięki akumulatorom oraz indukcyjnemu ładowaniu na przystankach.
W roku 2022 wybudowano trasę do tymczasowej pętli Lycée Bouneweg. Planuje się dalsze wydłużenie z obu końców istniejącej linii oraz budowę dwóch odgałęzień.